# Piotr Skubisz
Piotr Skubisz, né en 1978 à Mielec, est un photographe polonais dont le travail se concentre sur le portrait, le corps humain, l'identité et la diversité culturelle. Ses photographies reçoivent de nombreuses distinctions et sont publiées ou exposées à l’échelle internationale.

## Biographie
Piotr Skubisz (né en 1978 à Mielec, en Pologne) est un photographe d'art. Il est diplômé de l'École nationale de cinéma de Łódź (PWSFTviT) et a étudié la philologie polonaise à l'Université de Varsovie, où il a développé un intérêt pour l'anthropologie culturelle.
Skubisz se spécialise dans le portrait et la photographie d'art. Son œuvre explore les thèmes de la connaissance de soi, de l'identité culturelle et les nuances des émotions humaines. Selon Sandrine Hermand-Grisel d'All About Photo, son travail "explore souvent les nuances de l'émotion humaine et de l'identité culturelle, s'efforçant de capturer l'essence unique de chaque sujet".
L'une de ses photographies, "Marble" de la série Portrait of a Poet, a été saluée par la rédaction de Life Framer. Selon leur critique, l'image démontre une "maîtrise de l'art de la composition" et est "bien un portrait de poète". Ils ajoutent qu'elle a une capacité à créer un "portrait artistique qui raconte l'histoire d'un sujet", soulignant que le travail "rendra très bien en grand tirage".
Ses travaux sont publiés et primés sur des plateformes photographiques, telles que LensCulture et All About Photo,. Il vit actuellement à Varsovie.

## Prix et distinctions
Les photographies de Skubisz reçoivent de nombreux prix et distinctions, notamment :
- 2024 : PX3 – Prix de la Photographie, Paris : médaille d’or et médaille de bronze dans la catégorie « Portrait / Personnalité »[5],[6].
- 2024 : Tokyo International Foto Awards (TIFA) : médaille de bronze dans la catégorie « People – Portrait »[7]
- 2024 : One Eyeland – World’s Top 10 Fine Art Photographers : quatre médailles d’argent (2 × Portrait, 2 × People). Reconnu comme meilleur photographe d'art polonais[8],[9].
- 2024 : International Photography Awards (IPA) : sélection officielle dans les catégories « Art – Portrait », « People – Lifestyle » et « People – Traditions / Culture »[10],[11].
- 2024 : Exposure One Awards – One Shot Photo Contest : médaille d’argent (Portrait), prix du public (Portrait), mention honorable (Portrait), nomination (People)[12],[13],[14].
- 2024 : ReFocus Awards – World Photo Annual : médaille d’argent (Beaux-Arts), deux médailles de bronze (People, Portrait), et quatre autres nominations[15].
- 2024 : Monochrome Awards : troisième place dans la catégorie « Portrait »[16],[17].
- 2024 : Brodziak Academy : sélection parmi le « Top 10 Maîtres de la Création »[18].
- 2024 : Fine Art Photography Awards (FAPA) : trois nominations dans la catégorie « Portrait »[19]
- 2024 : Annual Photography Awards (APA) : mentions honorables (3 × People : Portrait)[20].
- 2024 : Life Framer : sélection « Black and White Editors’ Pick » et « Raw Emotions » pour « Marble »[21].
- 2025 : Sony World Photography Awards (SWPA) : mention honorable dans la compétition ouverte, catégorie « Portrait », pour Breathe de la série Portrait of a Poet – A Journey Through Layers[22],[23],[24].
- 2025 : LensCulture Portrait Awards : finaliste dans la catégorie « Série de portraits »[25].
- 2025 : B&W IPA – Black and White International Photo Awards (Paris) : médaille de bronze dans la catégorie « Portrait » (série)[26].
- 2025 : All About Photo – AAP Magazine no 46 (Les Femmes) : mention honorable[27],[28],[29],[30].
- 2025 : ReFocus Awards – Black and White Photo Contest : quatre nominations (2 × Portrait, 1 × People, 1 × Fine Art)[15].

## Expositions
- 2024 : exposition collective « Top 10 Maîtres de la Création », Brodziak Gallery, Poznań, Pologne (15–26 novembre 2024). L'exposition présente les lauréats du concours Top 10 Maîtres de la Création[31].
- 2024 : PX3 – Prix de la Photographie, Paris – exposition des œuvres primées (présentations numériques et sur écran ; détails disponibles sur le site officiel des expositions PX3)[32].
- 2024 : TIFA – Tokyo International Foto Awards – exposition des œuvres primées (présentations numériques et sur écran, y compris l'événement d’ouverture des lauréats TIFA 2024 à Budapest ; détails disponibles sur le site officiel des expositions TIFA)[33],[34].
- 2025 : exposition collective Disobedient Images, Arles, 2025 OFF Program (7–13 juillet 2025). L'œuvre de Skubisz O. Balance, issue de la série Portrait of a Poet – A Journey Through Layers, est sélectionnée pour cette exposition[35].

## Publications
Les œuvres de Skubisz sont publiées dans des livres de photographie et sur des plateformes en ligne :
- Sony World Photography Awards Book 2025 (édition imprimée)[36].
- Monochrome Awards Book 2024 (édition imprimée)[37].
- All About Photo – AAP Magazine no 46 (Les Femmes), 2025 (édition imprimée)[27],[38],[39],[40].
- Ses photographies et l’article intitulé Portrait of a Poet: A Journey Through Layers sont publiés sur la plateforme en ligne du magazine All About Photo[41]. Il a également collaboré à la création de photographies pour une campagne sociale mentionnée dans Newsweek Polska et relayée par d'autres médias[42],[43].